# Joseph Hippolyte Guibert
Pour les articles homonymes, voir Guibert.
Joseph Hippolyte Guibert, né le 13 décembre 1802 à Aix-en-Provence et mort le 8 juillet 1886 à Paris, fut archevêque de Tours de 1857 à 1871, puis de Paris de 1871 à 1886 et cardinal.

## Biographie
Ordonné prêtre chez les Oblats de Marie Immaculée le 14 août 1825, il participa à la construction du grand séminaire d'Ajaccio, établissement qu'il dirigea pendant de nombreuses années comme le soulignera Paul-Mathieu della Foata, évêque d'Ajaccio:  
"Quant à nous, N.T.C.F. [Nos Très Chers Frères], nous ne pouvons pas oublier la grande part que le Cardinal Guibert a prise à la fondation de notre grand séminaire, où, pendant sept ans, il montra sa sagesse consommée, en qualité de premier supérieur de cet établissement et de vicaire général du diocèse. Un grand nombre de ses anciens élèves se souviennent encore de sa direction paternelle et de sa vie austère de religieux, prêchant la vertu par son exemple encore plus que par sa parole. De son côté, le Père Guibert, comme nous l’appelions à cette époque, monté sur le siège de Saint Denis et revêtu de la pourpre romaine, se rappelait toujours avec bonheur les jours qu’il avait passés parmi nous, considérant les Corses comme ses compatriotes adoptifs."  
(Lettre pastorale de Monseigneur l’évêque d’Ajaccio, à l’occasion de la mort de S.E. le Cardinal Guibert, archevêque de Paris, [Ajaccio, le 16 juillet 1886], Ajaccio, Impr. Joseph Pompeani, p.3.) 
Joseph Hippolyte Guibert fut consacré évêque de Viviers le 11 mars 1842, puis nommé archevêque de Tours le 4 février 1857. 
En 1871, il fut appelé à succéder à Georges Darboy, archevêque de Paris fusillé par les Communards, ce qui faisait en vingt-trois ans trois archevêques de Paris morts de mort violente (seul le cardinal Morlot était mort dans son lit). 

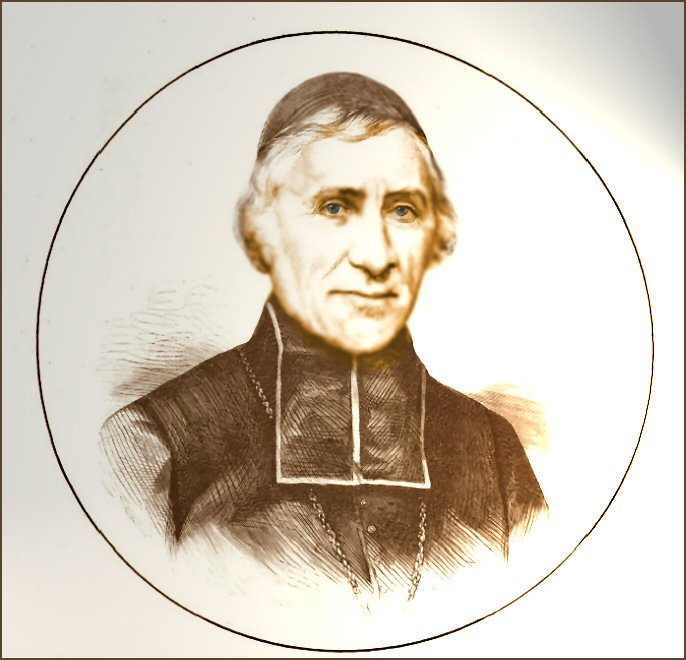
Joseph Guibert v. 1872.

Dès sa nomination, il s'occupa de faire construire la basilique dite du « Vœu national », qu'on finit par installer à Montmartre. En 1873, il reçut le chapeau de cardinal, que Darboy n'avait jamais eu en raison de son gallicanisme. En 1875, il inaugura l'Université catholique de Paris. Cette courte période faste se termina avec l'arrivée au pouvoir des républicains anticléricaux dont il eut à affronter les mesures : suppression de la faculté de théologie de la Sorbonne, premières expulsions de congréganistes. De 1874 à 1886, il occupe la chaire de l'Église San Giovanni a Porta Latina de Rome.
Les funérailles du cardinal-archevêque de Paris furent célébrées à la cathédrale le 16 juillet 1886, au milieu d'une foule considérable et recueillie. Le cortège passa par les boulevards Saint-Germain, Saint-Michel, le pont Saint-Michel, le quai du Marché-Neuf et le parvis Notre-Dame. Charles de Freycinet qui cumulait la fonction de Président du Conseil avec celle de ministre des Affaires étrangères, n'avait pas souhaité assister aux obsèques ; il se contenta de regarder passer le cortège des fenêtres du ministère des Affaires étrangères. La messe fut célébrée par Julien Florian Desprez, cardinal-archevêque de Toulouse. L'oraison funèbre fut prononcée par Adolphe Perraud qu'il avait sacré évêque.
Selon son désir, Guibert fut enterré dans la crypte du Sacré-Cœur et non dans celle de la cathédrale Notre-Dame comme il est d'usage pour les archevêques de Paris.

## Succession apostolique
Joseph Hippolyte Guibert a ordonné les évêques suivants :
- Évêque Pierre Dufal (en), C.S.C. (1860)
- Évêque Louis-Anne Nogret (1862)
- Évêque Henri Joseph Faraud, O.M.I. (1863)
- Archevêque Christophe Ernest Bonjean (en), O.M.I. (1868)
- Évêque François Grolleau (1870)
- Évêque Hector-Albert Chaulet d'Outremont (1871)
- Cardinal Joseph-Christian-Ernest Bourret, C.O. (1871)
- Cardinal François-Marie-Benjamin Richard de la Vergne (1872)
- Évêque François-André-Xavier de Gaffory (1872)
- Cardinal Benoît-Marie Langénieux (1873)
- Archevêque Eugène-Louis-Marie Lion, O.P. (1874)
- Cardinal Adolphe-Louis-Albert Perraud, C.O. (1874)
- Archevêque Augustin-Pierre Cluzel, C.M. (1874)
- Évêque Charles-Constant Jolivet (es), O.M.I. (1874)
- Évêque César-Victor-Ange-Jean-Baptiste Jourdan (1875)
- Évêque Cassien-Léonard de Peretti (1875)
- Évêque Jules-Denis-Marie-Dieudonné Le Hardy du Marais (1876)
- Cardinal Pierre-Hector Coullié (1876)
- Évêque Paul-Matthieu de La Foata (1877)
- Archevêque Matthieu-Victor-Félicien Balaïn, O.M.I. (1878)
- Évêque Louis-Romain-Ernest Isoard (1879)
- Évêque Marie-Ludovic Roche (1879)
- Archevêque Jacques-Hector Thomas (pl), C.M. (1883)

## Citations
- «La punition des fautes ordinaires est renvoyée le plus souvent dans l'autre vie, de peur que le châtiment immédiat, trop fréquemment appliqué, ne trouble l'ordre de la liberté humaine, sagement établie de Dieu. Mais il est des crimes d'un ordre supérieur, s'il est permis de les nommer ainsi, qui attentent aux grands principes de la vérité et de la morale, et qui par cela même tendent à la perversion de l'humanité; ces crimes doivent recevoir, dès cette vie, une répression temporelle, afin que la conduite de la Providence ne devienne pas un scandale pour les faibles et que la vertu ne soit pas découragée.»[4]

## Commentaires
" Du cardinal Guibert on disait qu'il vivait à l'archevêché comme un moine. Il eût mieux fait d'inviter à sa table les ministres d'alors. Un Gambetta eût été très flatté de s'asseoir à la table d'un cardinal. La sympathie naissant de ces sortes de relations, certaines lois anticléricales pouvaient être évitées, mais les cardinaux d'alors préféraient protester du haut de leur mandement contre le gouvernement qui ne favorisait pas l'Église. Et puis qu'est-ce qu'auraient dit les gens bien pensants du Faubourg, les derniers représentants et défenseurs de la royauté, s'ils avaient lu dans un journal que l'archevêque de Paris avait banqueté avec un ministre républicain? [...]"   Journal de l'Abbé Arthur Mugnier, 4 novembre 1936

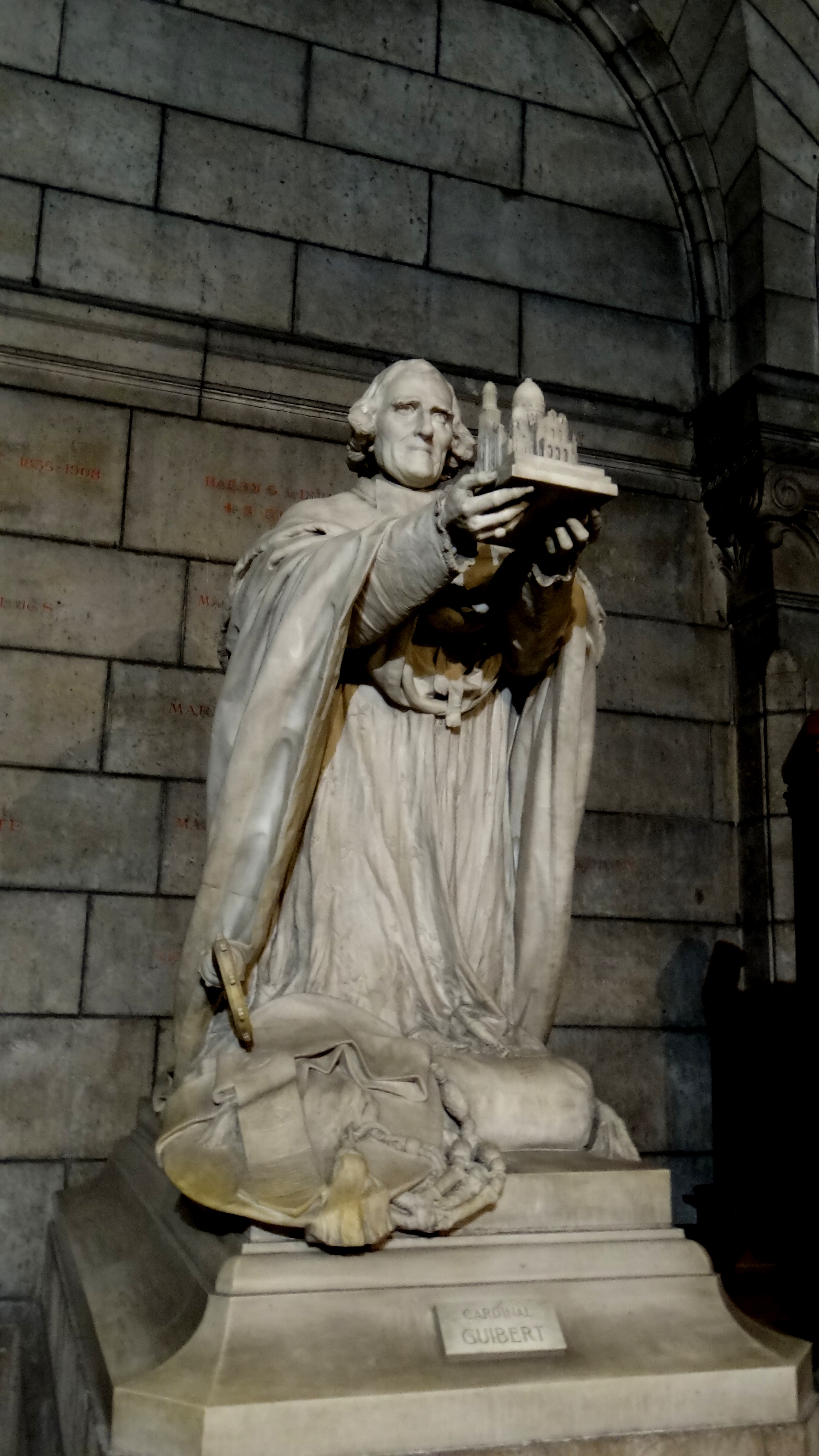
Statue du cardinal Guibert en la crypte de la basilique du Sacré-Cœur de Montmartre.
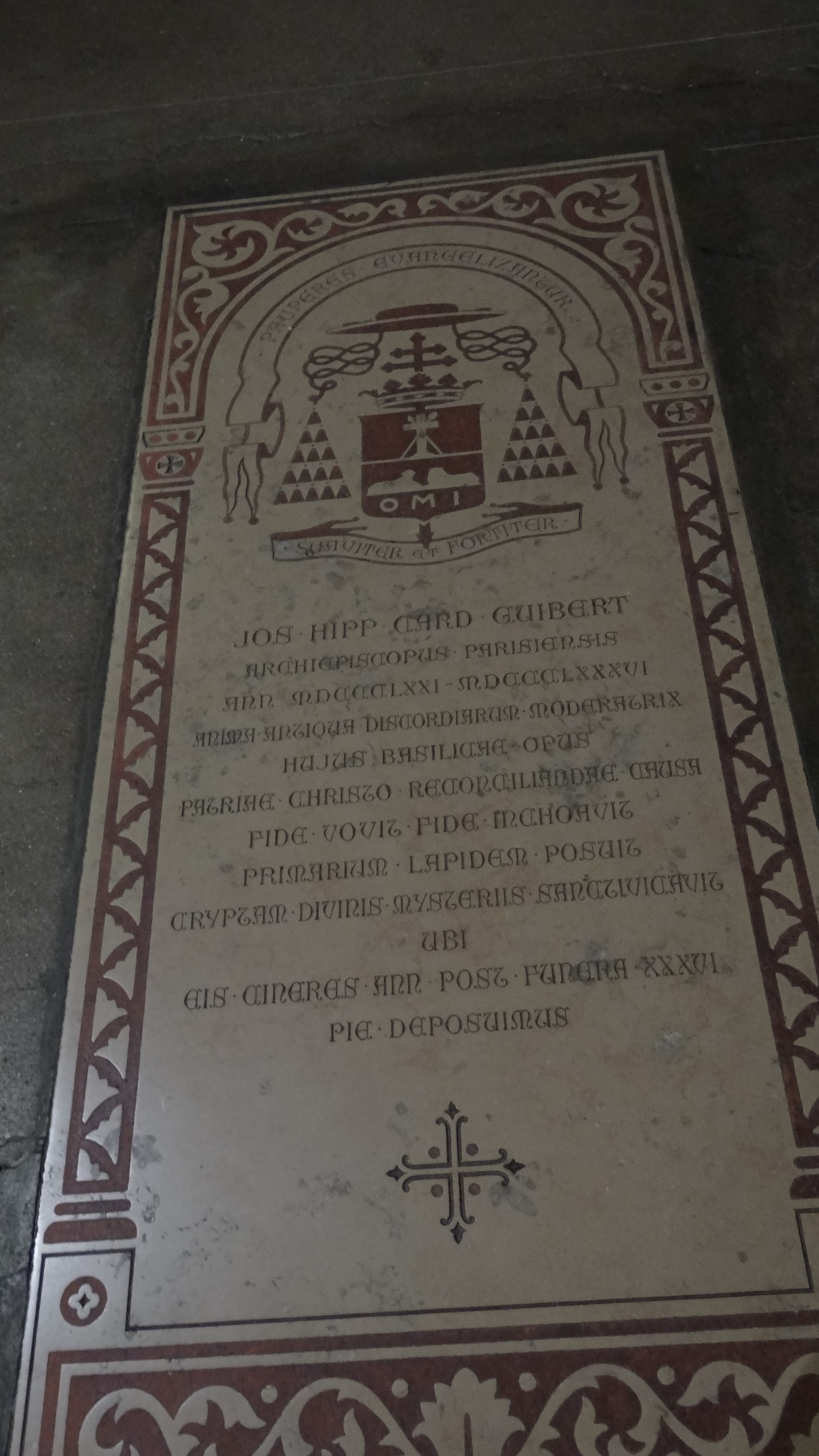
Dalle funéraire du cardinal Guibert, crypte de la basilique du Sacré-Cœur de Montmartre.

## Décorations
- Légion d'honneur[5] :
  -  Chevalier de la Légion d'honneur (10 janvier 1853)
  -  Officier de la Légion d'honneur (11 août 1859)